# 김선신
김선신(金善信, 1987년 1월 27일 ~ )은 대한민국의 아나운서이다. 2014년 3월 29일부터 MBC 스포츠플러스의 야구 하이라이트 프로그램인 베이스볼 투나잇을 진행한다.

## 학력
- 대전오류초등학교 (1999년 졸업)
- 대전관저중학교 (2002년 졸업)
- 대전외국어고등학교 (2005년 졸업)
- 경인교육대학교 초등교육학 학사 (2006학번-2010년 졸업)

## 경력
| 연도  | 사항                      |
| ----- | ------------------------- |
| 2011~ | MBC 스포츠플러스 아나운서 |

## 진행
| 연도 | 방송사            | 프로그램        | 진행 기간             | 비고 |
| ---- | ----------------- | --------------- | --------------------- | ---- |
| 2011 | MBC 스포츠 플러스 | 발리볼 투나잇 V |                       |      |
| 2012 | MBC 스포츠 플러스 | 베이스볼 투나잇 | 2012년 4월 7일 ~ 현재 |      |

## 수상
- 2015년 케이블TV 방송대상 스포츠부문 인기상